# Bleed Like Me
Bleed Like Me é o quarto álbum de estúdio da banda Garbage, lançado no dia 11 de abril de 2005 fora dos Estados Unidos e naquele país no dia seguinte. O álbum alcançou o quarto lugar nas paradas americanas e do Reino Unido na primeira semana após seu lançamento.

## Faixas
1. "Bad Boyfriend" – 3:46
2. "Run Baby Run" – 3:58
3. "Right Between The Eyes" – 3:55
4. "Why Do You Love Me" – 3:54
5. "Bleed Like Me" – 4:01
6. "Metal Heart" – 3:59
7. "Sex Is Not The Enemy" – 3:06
8. "It's All Over But The Crying" – 4:39
9. "Boys Wanna Fight"' – 4:16
10. "Why Don't You Come Over" – 3:25
11. "Happy Home" – 6:00

Canadá e EUA Enhanced CD
1. "Why Do You Love Me" - 3:52 (videoclipe)

Japão faixas bônus
1. "I Just Wanna Have Something To Do" - 2:26

Austrália 2005 Tour Edition (Bônus DVD)
1. "Sex Is Not The Enemy" - 3:07 (videoclipe)
2. "Making Of Sex Is Not The Enemy" - 5:05
3. "Bleed Like Me interview" - 30:01
4. "Cherry Lips (Live In Mexico)" - 3:20 (Audio)
5. "Photo Gallery"

| Críticas profissionais                                                      | Críticas profissionais |
| Avaliações da crítica                                                       | Avaliações da crítica  |
| Fonte                                                                       | Avaliação              |
| --------------------------------------------------------------------------- | ---------------------- |
| allmusic                                                                    | [ 1 ]                  |
| Dotmusic                                                                    | [ 2 ]                  |
| Pitchfork                                                                   | (4.5/10)               |
| PopMatters                                                                  | (4/10)                 |
| Rolling Stone                                                               | [ 5 ]                  |
| Esta tabela precisa de ser acompanhada por texto em prosa. Consulte o guia. |                        |

## Paradas
| Título                   | Data de Lançamento  | UK | US | US Modern | US Dance |
| ------------------------ | ------------------- | -- | -- | --------- | -------- |
| Bleed Like Me (Álbum)    | 11 de Abril de 2005 | 4  | 4  | -         | -        |
| "Why Do You Love Me"     | 4 de Abril de 2005  | 7  | 94 | 8         | -        |
| "Bleed Like Me" (Single) | 3 de Maio de 2005   | -  | -  | 27        | 6        |
| "Sex Is Not the Enemy"   | 13 de Junho de 2005 | 24 | -  | -         | -        |
| "Run Baby Run"           | 12 de Julho de 2005 | -  | -  | -         | -        |